# Dick Spalding
Charles Harry Spalding (13 de octubre de 1893 , Filadelfia, Pensilvania - 3 de febrero de 1950, Filadelfia, Pensilvania) fue un futbolista y beisbolista estadounidense. 
Figura como miembro de la National Soccer Hall of Fame desde 1951.

## Trayectoria

### Fútbol

#### Selección nacional
Jugó dos partidos con el selección estadounidense y marcó un gol. Entre ellos, el primer encuentro oficial frente a Suecia en 1916, y anotó un gol en aquel juego.

#### Clubes
| Club                       | País           | Año         |
| -------------------------- | -------------- | ----------- |
| Philadelphia               | Estados Unidos | 1912        |
| Disston A.A.               | Estados Unidos | 1915 - 1916 |
| Bethlehem Steel            | Estados Unidos | 1916 - 1917 |
| Philadelphia Merchant Ship | Estados Unidos | 1919 - 1921 |
| Harrison Soccer Club       | Estados Unidos | 1921 - 1922 |
| Fleisher Yarn              | Estados Unidos | 1924 - 1925 |

### Béisbol

#### Clubes
- Philadelphia Phillies (1927).
- Washington Senators (1928).